# Thomas Stalker
Thomas Lee Stalker –conocido como Tom Stalker– (Liverpool, 30 de junio de 1984) es un deportista británico que compitió por Inglaterra en boxeo.
Ganó una medalla de bronce en el Campeonato Mundial de Boxeo Aficionado de 2011 y dos medallas de plata en el Campeonato Europeo de Boxeo Aficionado, en los años 2010 y 2011.
Participó en los Juegos Olímpicos de Londres 2012, ocupando el quinto lugar en el peso wélter ligero.
En febrero de 2013 disputó su primera pelea como profesional. En su carrera profesional tuvo en total 18 combates, con un registro de 12 victorias, 3 derrotas y 3 empates.

## Palmarés internacional
| Representando a Inglaterra |                   |                   |           |
| Campeonato Mundial         |                   |                   |           |
| Año                        | Lugar             | Medalla           | Categoría |
| 2011                       | Bakú (Azerbaiyán) | Medalla de bronce | 64 kg     |
| Campeonato Europeo         |                   |                   |           |
| Año                        | Lugar             | Medalla           | Categoría |
| 2010                       | Moscú (Rusia)     | Medalla de plata  | 60 kg     |
| 2011                       | Ankara (Turquía)  | Medalla de plata  | 65 kg     |